# Yemenaltica
Yemenaltica is een geslacht van kevers uit de familie bladkevers (Chrysomelidae).
De wetenschappelijke naam van het geslacht werd in 1985 gepubliceerd door Scherer.

## Soorten
- Yemenaltica scorteccii Scherer, 1985